# Johann Wildt (Politiker, 1913)
Johann Wildt (* 18. März 1913 in Zillingtal; † 8. Oktober 1983 ebenda) war ein österreichischer Politiker (ÖVP) und Landwirt. Wildt war verheiratet und von 1949 bis 1953 Abgeordneter zum Burgenländischen Landtag.
Wildt wurde als Sohn des Landwirts Johann Wildt geboren und wuchs mit burgenlandkroatischer Muttersprache auf. Er besuchte die Volksschule in Zillingtal und das Gymnasium der Schulbrüder in Wien bzw. das Burgenländische Unter-Realgymnasium in Mattersburg, wobei er seine Schulbildung jedoch abbrach. Er wurde in der Folge Landwirt und absolvierte zwischen 1932 und 1933 die Bauernschule in Nickelsdorf. Für seine Volksgruppe wirkte Wildt ab 1932 als Lokalobmann und ab 1933 als Gauobmann der kroatischen Gruppen der Bezirke Eisenstadt und Mattersburg, zudem war er ab 1937 Vorstandsmitglied und ab 1938 Obmann-Stellvertreter des Kroatischen Kulturvereins. Während des Zweiten Weltkriegs wurde er zwischen 1940 und 1945 in die Wehrmacht berufen. 1966 wurde Wildt der Berufstitel Ökonomierat verliehen. 
Wildt trat 1945 der ÖVP bei und war ab diesem Jahr auch Ortsparteiobmann der ÖVP-Zillingtal. Er wirkte zudem zwischen 1945 und 1960 als Landesobmann-Stellvertreter des Bauernbundes und war des Weiteren Gemeinderat in Zillingtal. Wildt vertrat die ÖVP zwischen dem 4. November 1949 und dem 19. März 1953 im Burgenländischen Landtag. Ab 1947 war er 2. Präsident der Burgenländischen Landwirtschaftskammer und betätigte sich als Obmann-Stellvertreter im Burgenländischen Rübenbauernbund. 